# Antoniewo (powiat rawicki)
Antoniewo – osada w Polsce położona w województwie wielkopolskim, w powiecie rawickim, w gminie Miejska Górka.